# Venezillo ramsdeni
Venezillo ramsdeni is een pissebed uit de familie Armadillidae. De wetenschappelijke naam van de soort is voor het eerst geldig gepubliceerd in 1934 door Boone.